# Визи, Томас Юстэс, 7-й виконт де Вески
Достопочтенный Томас Юстас Визи, 7-й виконт де Вески и 8-й барон Кнаптон (англ. Thomas Eustace Vesey, 7th Viscount de Vesci and 8th Baron Knapton; род. 8 октября 1955) — ирландский пэр.

## Биография
Родился 8 октября 1955 года. Единственный сын Джона Визи, 6-го виконта Вески (1919—1983), и Сьюзан Энн Армстронг-Джонс (1926—1986), дочери Рональда Оуэна Ллойда Армстронг-Джонса и Энн Мессель, сестры 1-го графа Сноудона.
13 октября 1983 года после смерти своего отца Томас Юстас Вези унаследовал 7-го виконта де Вески из Эбби-Лейкс в графстве Куинс (Пэрство Ирландии), 8-го барона Кнаптона из графства Куинс (Пэрство Ирландии) и 9-го баронета Визи (Баронетство Ирландии).
Лорд Вески продал замок Аббилейкс, обремененный налогом на наследство в размере 1,5 млн фунтов стерлингов, в 1994 году финансисту сэру Дэвиду Дэвису.
Несмотря на продажу Abbeyleix House and Estate, лорд де Вески продолжает продвигать наследие города Аббилейкс. В 2012 году он дал интервью о связи своей семьи с городом Аббилейкс Гленде Гилсон для Irishheritagetowns.com.

## Брак и семья
5 сентября 1987 года лорд де Вески женился на Сите-Марии Арабелле де Бреффни, дочери Брайана Майкла Лиза, позже де Бреффни, английского генеалога (англо-еврейского и ирландского происхождения), от его жены Махараджа Кумари Джотсны Датт, дочери Махараджадхираджи Бахадура сэра Удая Чанда Махтаба, последнего правителя Бурдван Раджа. У супругов было трое детей:
- Дэмиан Джон Визи (род. 1985), родился до женитьбы родителей, поэтому не входит в линию наследования
- Достопочтенная Козима Фрэнсис Визи (род. 1988), она родила сына от отельера Андре Балажа[7] Иво Визи (род. 30 июня 2017 года)[7]
- Достопочтенный Оливер Айво Визи (род. 16 июля 1991), наследник титула.